# Comisión Presidencial para la Reforma del Estado
La Comisión Presidencial para la Reforma del Estado (COPRE) fue una comisión presidencial creada el 17 de diciembre de 1984 por el presidente Jaime Lusinchi para examinar la reforma del estado venezolano y su sistema político. La comisión de 35 miembros incluía a 18 independentes, 9 de Acción Democrática y 5 de COPEI. Entre 1984 y 1987 fue presidido por Ramón José Velásquez; después de su renuncia fue reemplazado por Arnoldo José Gabaldón.

## Historia
La comisión impulsó una política para la descentralización territorial en Venezuela, pero el gobierno de Jaime Lusinchi rechazó el documento junto a los líderes de su partido Acción Democrática, quienes decidieron retardar en el Congreso los mecanismos de elección para los estados y municipios. Ricardo Combellas fue designado por el presidente Rafael Caldera como presidente de la COPRE, desde el 2 de febrero de 1994 hasta el 23 de diciembre de 1999, día en que la Constitución recién aprobada eliminase la comisión, siendo el último que ocupó este cargo.
En mayo de 1986 COPRE publicó Propuestas para Reforma Política Inmediata. Estas propuestas incluían elección popular directa de gobernadores estatales y alcaldes, reemplazando el sistema anterior de votación para escoger a un solo partido para todos. Las propuestas también incluían «democratización aumentada de procedimientos internos del partido, y regulación del financiamiento público y privado de los partidos políticos». Estas reformas fueron consideradas como demasiado radicales y el partido gobernante, Acción Democrática, las rechazó públicamente; las reformas derrotadas incluso antes de ser discutidas en el Congreso.
Solo durante la campaña de las elecciones generales de 1988 aparece el espacio político para las reformas. El candidato a la presidencia de COPEI, Eduardo Fernández, promovió la idea de reforma, forzando al candidato de Acción Democrática Carlos Andrés Pérez a dirigirse al asunto. Esto llevó a un acuerdo entre los dos partidos, y en junio de 1988 a una elección directa de alcaldes, una ley en descentralización fiscal y administrativa de gobiernos locales y se acordó un cambio del sistema electoral de lista cerrada y de representación proporcional utilizado desde 1958 a un sistema mixto. La implementación del nuevo sistema electoral fue pospuesta hasta las próximas elecciones; las elecciones generales de 1993 usaron un sistema provisional acordado. Solo con la pérdida de la mayoría absoluta de la Acción Democrática en el Congreso en las elecciones de 1988 y el malestar popular demostrado en 1989 durante el Caracazo fue aprobada la elección directa de gobernadores estatales.

## Miembros
Algunos de los miembros de COPRE fueron:
- Ramón José Velásquez, presidente e historiador.
- Carlos Blanco García, economista. Presidente de la COPRE en 1989.
- Ricardo Combellas, abogado, profesor y dirigente de Convergencia, presidente de la COPRE (1994-1999).
- Pompeyo Márquez, miembro fundador del Movimiento al Socialismo (MAS).
- Mercedes Pulido, política y embajadora.
- Evangelina García Prince, socióloga.
- Arnoldo José Gabaldón Berti, ministro e ingeniero civil.
- Domingo Maza Zabala, director del Banco Central de Venezuela entre 1997 hasta 2004.
- José Antonio Gil Yepes, presidente de Datanálisis.[8]
- Edgar Paredes Pisani.[9]